# Zur Ehre Gottes (Hohenebra)

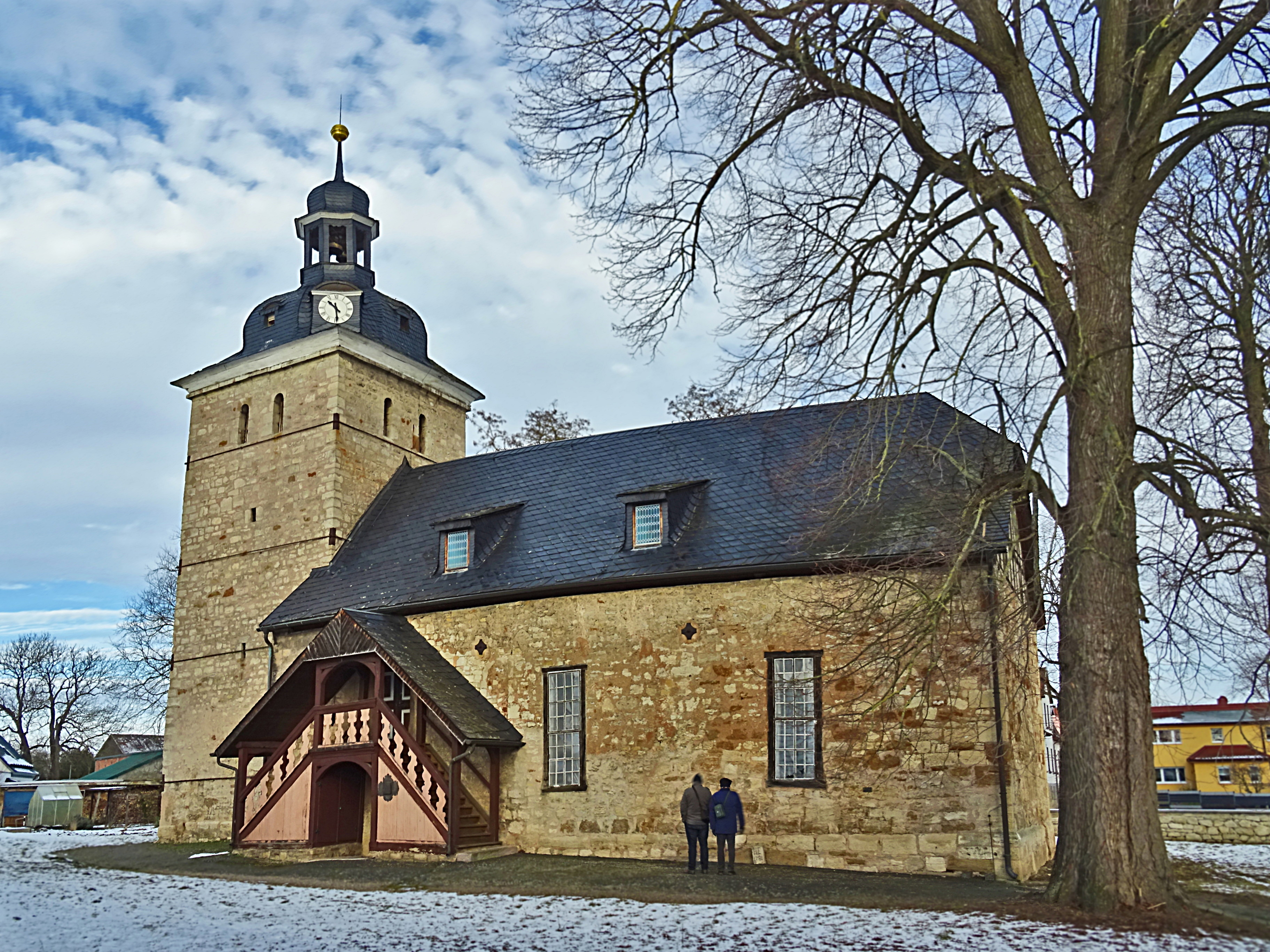
Hohenebra, Pfarrkirche Zur Ehre Gottes

Die evangelisch-lutherische Pfarrkirche Zur Ehre Gottes steht in Hohenebra, einem Ortsteil der Kreisstadt Sondershausen im Kyffhäuserkreis in Thüringen. Der Gemeindeteil Hohenebra der Kirchengemeinde Oberspier in der Pfarrei Sondershausen II gehört zum Kirchenkreis Bad Frankenhausen-Sondershausen der Evangelischen Kirche in Mitteldeutschland.

## Beschreibung

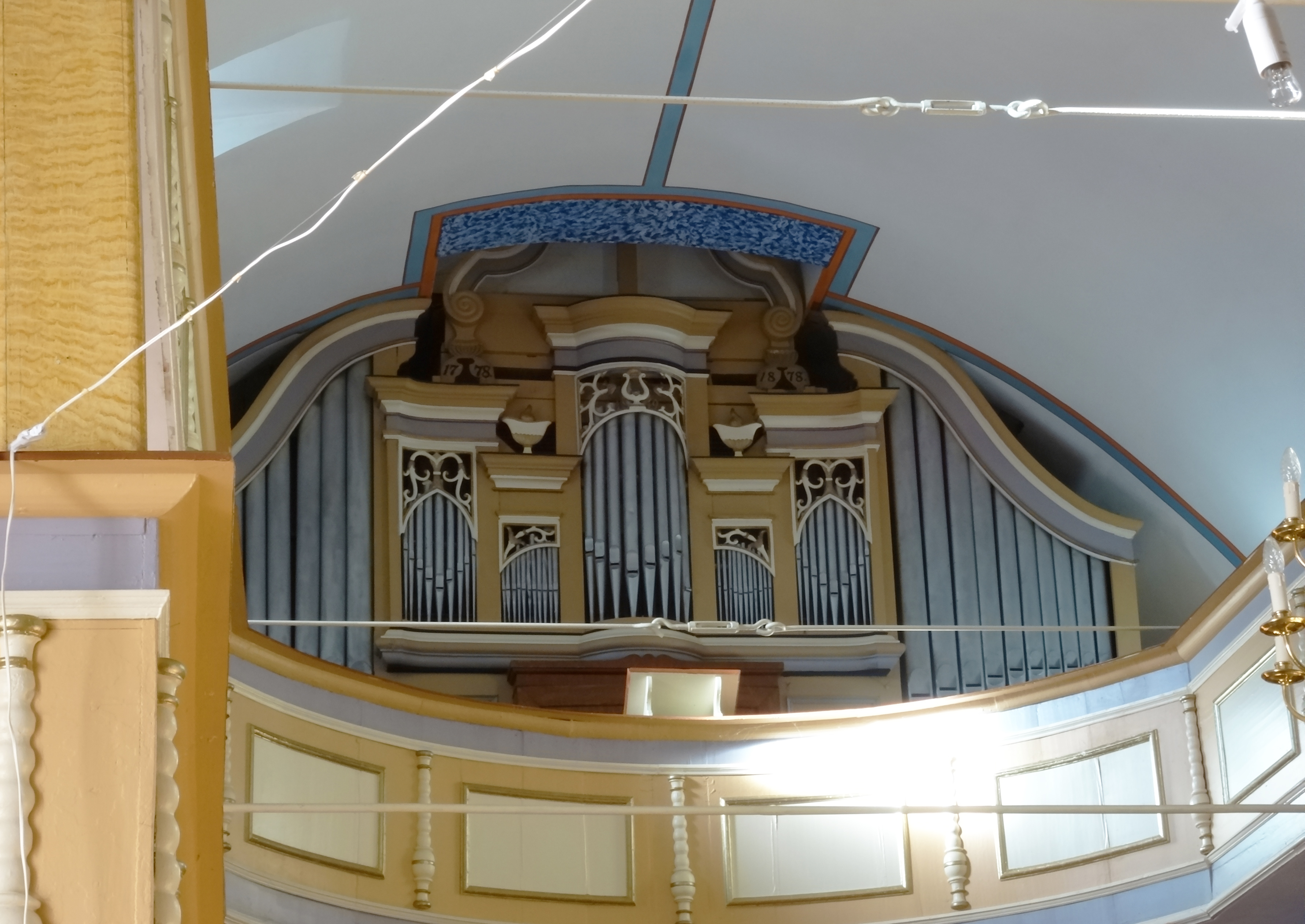
Orgel

Die rechteckige Saalkirche ist im Kern aus dem 15. Jahrhundert. Sie hat einen quadratischen Kirchturm im Westen. Die heutige Gestalt ist im Wesentlichen von 1724 bis 1726. Das Kirchenschiff ist mit einem Krüppelwalmdach bedeckt, der Turm mit einer Haube, die eine offene Laterne trägt. Vom mittelalterlichen Bau sind vermauerte Fenster an der Nord- und Südseite erhalten. Der Innenraum ist mit einem hölzernen Tonnengewölbe überspannt. Zweigeschossige Emporen befinden sich an drei Seiten. Der Aufgang zu den Emporen ist von außen im Süden. Den Kanzelaltar hat Johann Caspar Jacobi 1725/26 gebaut. Sein architektonischer Aufbau besteht aus Palmen sowie ionischen und korinthischen Pilastern mit Blattwerk und Früchten. Das Taufbecken stammt aus dem 16. Jahrhundert.

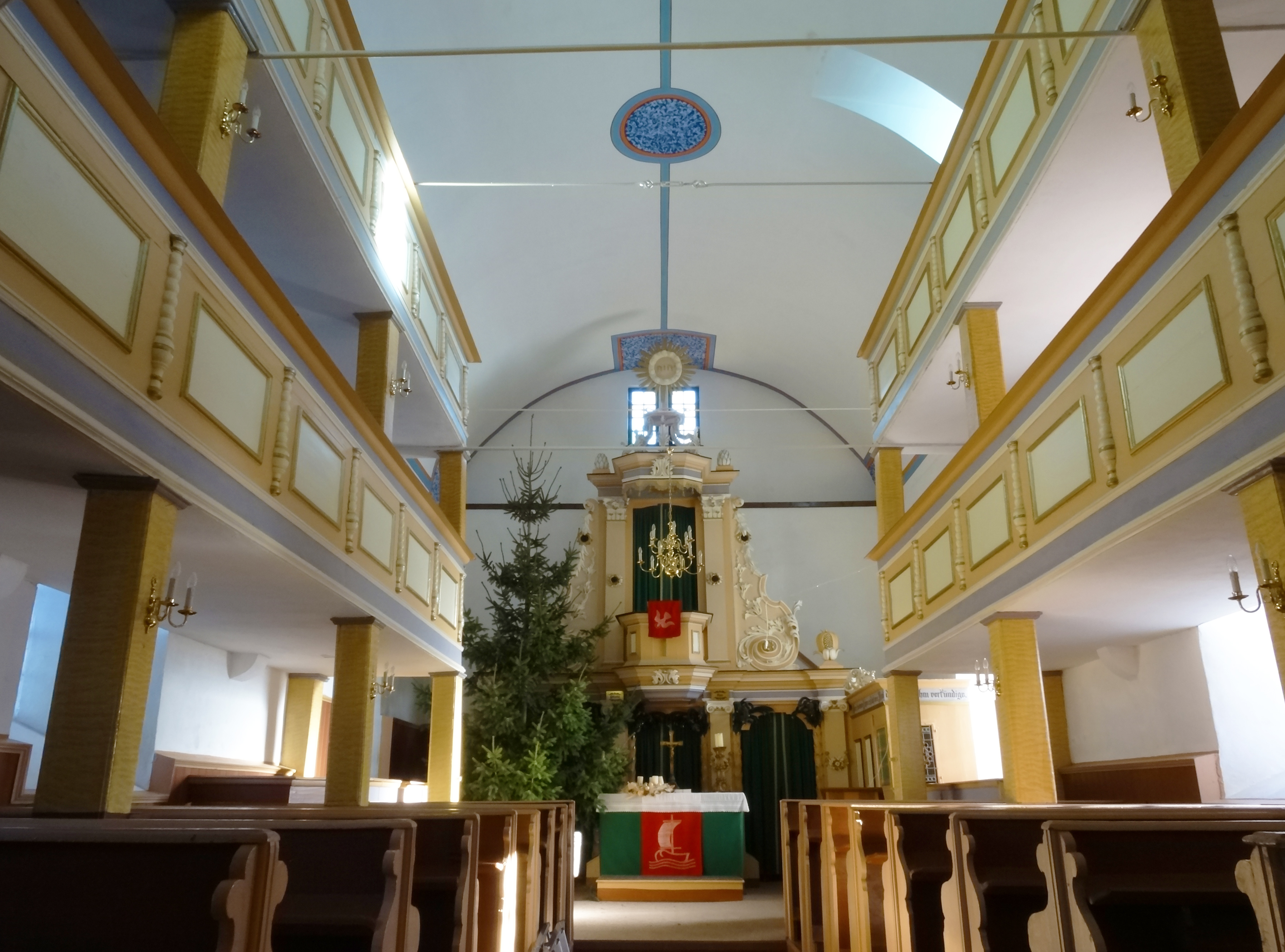
Innenraum

Die Orgel stammt aus der Kapelle im Schloss Sondershausen. Sie hat 15 Register, verteilt auf 2 Manuale und Pedal, und wurde 1778 von Johann Stephan Schmaltz gebaut und 1848 von Gottlieb Knauf umgebaut.